# Kai Budde
Kai Budde (* 1. März 1953 in München) ist ein deutscher Kunst- und Technikhistoriker, Kurator und Ausstellungsmacher.

## Leben und Werk
Budde studierte Kunstgeschichte mit den Nebenfächern Klassische Archäologie, alte und Neuere Geschichte an der Ruprecht-Karls-Universität Heidelberg. Als freier Mitarbeiter am Heidelberger Kunstverein arbeitete er für die Ausstellung „Beruf: Photograph in Heidelberg. Ernst Gottmann senior & junior 1895–1955“. Außerdem stellte er als wissenschaftlicher Mitarbeiter (durch fortlaufende Werkverträge) während seines Studiums Führungen für die Kunsthalle Mannheim und die Reiss-Engelhorn Museen zusammen. 1983 promovierte Kai Budde bei Peter Anselm Riedl am Kunsthistorischen Institut über den Architekten Franz Kuhn (1864–1938).
Von März 1984 bis 1985 war er Volontär am Badischen Landesmuseum Karlsruhe und wurde 1985 Ausstellungssekretär für die Baden-Württembergische Landesausstellung „Die Renaissance im deutschen Südwesten“ (Schloss Heidelberg, Sommer 1986). Hier kuratierte er mit Klaus Merten, Württembergisches Landesmuseum Stuttgart, den Ausstellungsteil „Die Architektur im deutschen Südwesten 1530–1634“.
Seit November 1986 war er Kurator (Konservator) am Landesmuseum für Technik und Arbeit in Mannheim (heute technoseum). Er war bereits an der Aufbauphase des Museums unter Lothar Suhling beteiligt (Gestaltung des Ausstellungsbereichs Wissenschaften und Industrie 1700–1800), die mit der Eröffnung des Museums im Oktober 1990 abgeschlossen wurde. Hier war er bis 2013 zuständig für die Sammlungsbereiche Technik im 18. Jahrhundert, Medizintechnik von 1800 bis 1950 sowie Sozialgeschichte 19. Jahrhundert am Beispiel Mannheims.
Am Technoseum kuratierte u. a. die Ausstellungen „Wirtschaft, Wissenschaft und Technik im Zeitalter der Aufklärung. Mannheim und die Kurpfalz unter Carl Theodor 1743–1799“ (1993), „Körperwelten. Einblicke in den menschlichen Körper“ (1997), „Einstein begreifen“ (2005), „Mannheim auf Achse. Mobilität im Wandel 1607–2007“ (2007), „Unser täglich Brot. Die Industrialisierung der Ernährung“ (2011).
Im Wintersemester 2006/2007 übernahm er einen Lehrauftrag an der Hochschule Mannheim, Fakultät Gestaltung mit der Abnahme von Prüfungsleistungen für das Fach Kunstgeschichte1.
Im Jahr 2013 schied er aus dem Technoseum aus, ist ihm aber ehrenamtlich verbunden. Budde ist seit 1990 Mitglied der Badischen Heimat e. V. und Vorstand der Regionalgruppe Mannheim. Seit 2010 ist er Mitglied im Aktionsbündnis „Alte Sternwarte Mannheim“/Stadtbild Mannheim e. V. Das Aktionsbündnis initiierte die Restaurierung der unter Denkmalschutz stehenden alten Sternwarte (erbaut 1775) und übernimmt seither dessen Betreuung.
Budde veröffentlichte vorwiegend zu den Themen der Mannheimer Sternwarte, Astronomie-Geschichte, Naturkunde und der Medizingeschichte.
Er lebt und arbeitet in Mannheim.

## Schriften (Auswahl)
- Sternwarte Mannheim. Die Geschichte der Mannheimer Sternwarte 1772–1880. Verlag regionalkultur, 2006, ISBN 3-89735-473-X.
- mit Gunther von Hagens: Körperwelten: Einblicke in den menschlichen Körper. Landesmuseum für Technik und Arbeit in Mannheim, Mannheim 1997, ISBN 3-9804930-3-2.
- Das große Buch zur Mannheimer Sternwarte (1772–2020). Verlag Waldkirch, Mannheim 2020, ISBN 978-3-86476-147-8.
- Instrumente & Archivalien der Mannheimer Sternwarte 1772–1880. Die astronomische Sammlung im TECHNOSEUM Landesmuseum für Technik und Arbeit in Mannheim. Waldkirch Verlag, Mannheim 2024, ISBN 978-3-86476-189-8.
- Astronomische Präzisionsinstrumente von Jesse Ramsden in der astronomischen Sammlung des TECHNOSEUM Mannheim. In: KULTEC – Magazin für Technik, Kultur und Museumsarbeit (2021), Heft 1, S. 22–45. Online pdf